# Nakafurano
Nakafurano (中富良野町?) è una cittadina giapponese della prefettura di Hokkaidō.